# Heliogomphus lieftincki
Heliogomphus lieftincki – gatunek ważki z rodziny gadziogłówkowatych (Gomphidae).